# 美國華人博物館
美國華人博物館（英語：Museum of Chinese in America, MOCA），舊稱美洲華人博物館（Museum of Chinese in the Americas），位於美國紐約市，是一個專門展示華裔美國人歷史的博物館。

## 历史
博物館於1980年在曼哈顿唐人街設立，2009年移到215 Centre Street，佔地1.4萬平方英尺，设计师为建筑家林璎。
博物館主要展示華人近200年在美國的一些生活片段以及各個領域取得的成績，主要展示有：華人生活照片、華人工作相片、多年以來華人相關的新聞報道雜錦、已褪色的招牌、舊式縫紉機、使用過的洗衣板、以火炭加熱的熨斗、以人手繡花的拖鞋、華人淘金用過的秤陀，一些已泛黄的全家福合照，覆蓋由美國“排華議案”時期至現代在美華人的生活片段，從中體會華人在美國的奮鬥史以及成功史。其中一位具代表性的人物是李小龍。
2020年1月23日晚，博物馆遭受火灾，藏品遭受严重损失。